# Матицин Володимир Митрофанович
Матицин Володимир Митрофанович (* 20 травня 1945, Малий Крутчик Добринського району Липецької області) — благодійник та меценат, 1995 — заслужений працівник промисловості України, 1997 — кавалер ордена за заслуги ІІІ ступеня, нагороджений орденом Миколи Чудотворця І ступеня, відзнаками УПЦ МП — орденом Нестора Літописця, орденом Рівноапостольного князя Володимира, Академік Української академії наук національного прогресу — 1993, Почесний громадянин Кременчука — 1995.

## Життєпис
1963 року почав працювати апаратником заводу синтетичного каучуку.
1972 року закінчив Воронезький технологічний інститут, технолог органічного та хімічного синтезу.
1976 року перейшов до праці на Кременчуцький нафтопереробний завод — начальник цеху, начальник виробництва.
1986 року його призначають заступником директора з виробництва, згодом головним інженером заводу. 1987 року очолює підприємство. 14 років працював генеральним директором Кременчуцького нафтопереробного заводу.
Подав 43 раціоналізаторські пропозиції, 38 з них використовується у виробництві, є автором п'яти винаходів.
Під його керівництвом на підприємстві побудовано і введено в дію комплекс з переробки нафти потужністю в 6 мільйонів тонн на рік.
1995 року акціонерне товариство «Укртатнафта» отримало відзнаки — приз «Арка Європи» — за досягнення в корпоративному іміджі та якості, та 16-й Міжнародний приз за технологію і якість.
За його сприяння:
- побудовано і введено в дію медичний заклад «Нафтохімік».
- побудовано санаторій-профілакторій «Івушка»,
- дитячий оздоровчий табір «Сонячний»,
- комплекс спортивних споруд АО «Укртатнафта»,
- басейн олімпійського типу,
- велоклуб «Псел»,
- клуб спортивних єдиноборств «Легіон».

На базі стадіону «Нафтохімік» тренується однойменна футбольна команда, котра 1997 року увійшла до Першої ліги українського футболу, Матицин є Почесним президентом клубу.
Також є Почесним президентом молодіжного велоклубу «Псел», спортсмени якого були срібними призерами Олімпійських ігор 2000 року, чемпіон світу 2001 року — Олександр Симоненко, бронзовий призер Чемпіонату Європи Роман Плуговой;
- клуба спортивних єдиноборств «Легіон» — клуб підготував 20 майстрів спорту, проводяться змагання з дзюдо на приз Почесного громадянина Кременчука Володимира Матицина, показові виступи з боксу та кік-боксингу.

У 1999 році благодійна допомога АТ «Укртатнафта» бюджетним організаціям склала більше двох мільйонів гривень. Ініціював створення Благодійного фонду «Укртатнафта-Вита» — працював у 1998—2001 роках, надав допомоги майже на сім мільйонів гривень — лікарням, пологовому будинку, станції швидкої допомоги.
За його сприяння кілька тисяч сімей військових отримали житло у новозведених будинках, було покращено матеріальну базу військових частин Кременчука, госпіталю ветеранів Великої Вітчизняної війни.
Відремонтовано приміщення міліцейського батальйону на Молодіжному, була надана допомога про формуванні кінного взводу міліції.
Опікується обласним ліцєм з посиленою військово-фізичною підготовкою, Градизькою школою-інтернатом, інтернатом ім. Макаренка.
Допомагає Козельщинському жіночому монастирю Різдва Пресвятої Богородиці, Свято-Троїцькій церкві, Всіхсвятській церкві на Молодіжному, Свято-Миколаївському собору у Комсомольськ (Полтавська область)Комсомольську.
Є Почесним президентом благодійного фонду «Джерело», що опікується проблемами ветеранів, інвалідів, дітей-сиріт.
За його допомоги та з ініціативи встановлені:
- пам'ятні знаки воїнам-інтернаціоналістам у Глобиному, Комсомольську, Семенівці,
- пам'ятник воїну-афганцю Олександру Вовку у селі Червона Знам'янка,
- меморіальний комплекс воїнам-інтернаціоналістам у Кременчуці,
- кілька десятків пам'ятників воїнам, які загинули у роки Другої світової війни.

## Виборчі перегони та інша точка зору
На виборах 2000 року програв Костянтину Жеваго.
Утримувався під вартою — затриманий восени 2002 року.
Разом з тим, йому закидають незаконне присвоєння акцій Кременуцького НПЗ та залякування опонентів під час виборів до ВР на окрузі число 110 в Кременчуці.
Був в рядах НСНУ, через побиття учасників Майдану на міській засновній конференції виключений.
2005 року кандидував від БЮТ під 110-м номером.
Депутат Полтавської обласної ради шостого скликання, обраний по спискам ПРУ.